# Kostel svatého Jakuba Staršího (Horní Domaslavice)
Kostel svatého Jakuba Staršího v Horních Domaslavicích se nachází v okrese Frýdek-Místek. Farní kostel náleží pod biskupství ostravsko-opavské, děkanát Frýdek, Římskokatolická farnost Domaslavice. Kostel byl v roce 1999 prohlášen kulturní památkou ČR.

## Historie
Římskokatolický farní kostel sv. Jakuba Staršího byl postaven v letech 1739–1745 na místě původního dřevěného kostela. V roce 1773 kostel vyhořel. V letech 1803–1906 byla přistavěna věž. V letech 1824–1836 byly postaveny oratoře po stranách kněžiště, kostel vydlážděn a postavena zeď kolem hřbitova. Kolem roku 1860 byly pořízeny zvony. Dne 25. srpna 1892 kostel vyhořel včetně farní budovy. Oprava kostela proběhla v roce 1893, byly pořízeny nové varhany a lavice. Dne 30. září 1893 byly posvěceny a zavěšeny nové zvony. Další opravy byly prováděny v roce 1923 (oprava kostela, fary a hřbitovní zdi), 1929 (výmalba kostela), 1931 (oprava věže),1943 (zavedena elektřina), 1947 (oprava elektroinstalace), v letech 1975–1985 byla proveden restaurace kostela. V tomto období byl přestavěn původní zděný oltář z roku 1745. V roce 1990 byl kostel vykraden. V roce 1995 byla položena dlažba z godulského hlazeného pískovce kolem obětního stolu. V roce 2005 byly opraveny věžní hodiny.
V letech 2006–2013 proběhla rekonstrukce kostela, která zahrnovala obnovu střechy, odvodnění kostela, opravu fasády, úprava areálu kolem kostela a v interiéru byla provedena výmalba. Celkové náklady byly 4,7 miliónů korun.

## Architektura
Jednolodní zděná stavba s polygonálním závěrem postavená na obdélném půdorysu se sedlovou střechou a hranolovou věží ve východním průčelí.

## Varhany
Původní poškozené varhany z roku 1893 byly nahrazeny v době přestavby kostela v letech 1975–1985, které byly dopraveny ze zbořeného kostela ve Valštejně. Varhany byly vyrobeny v roce 1896.

## Galerie

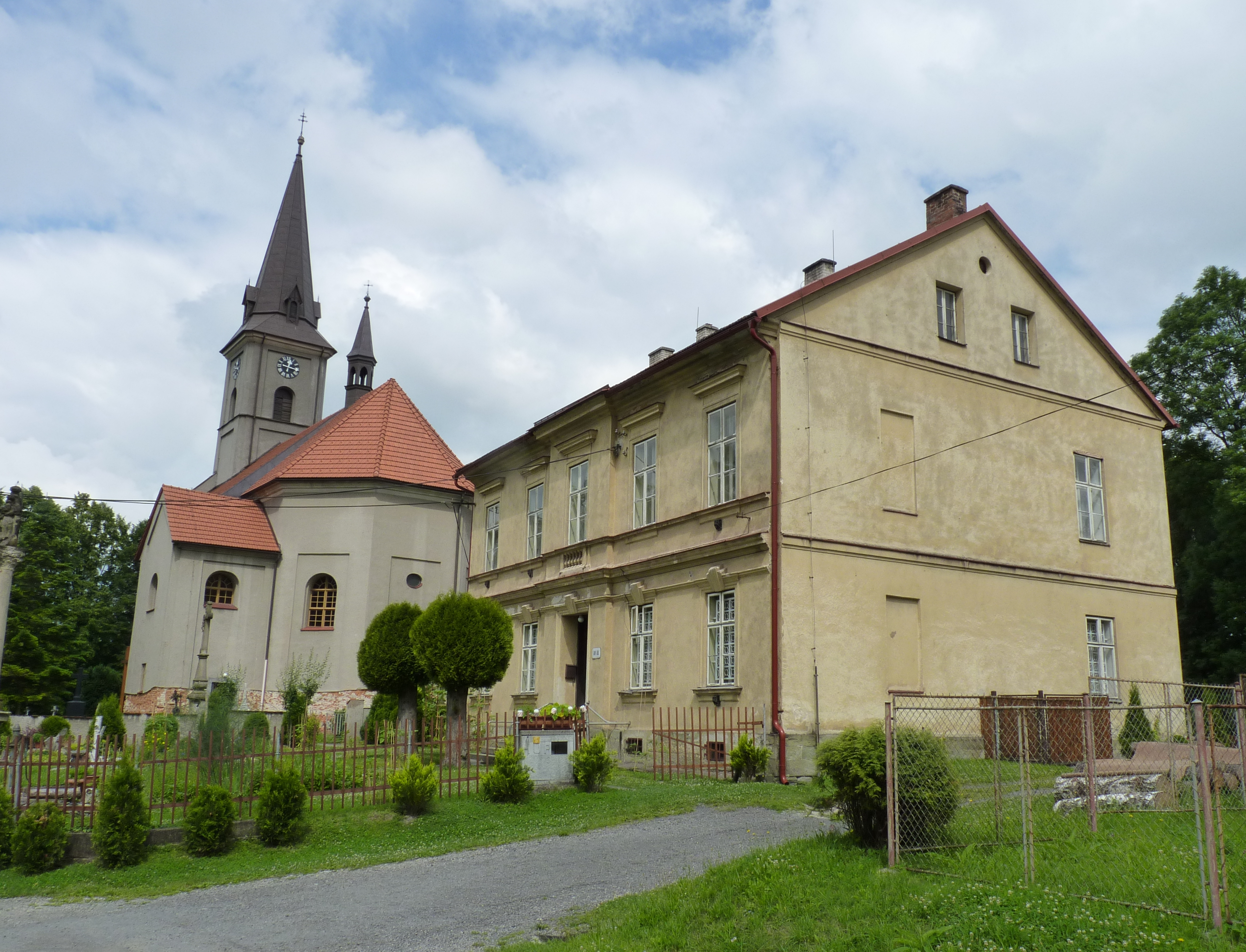
Pohled na kostel
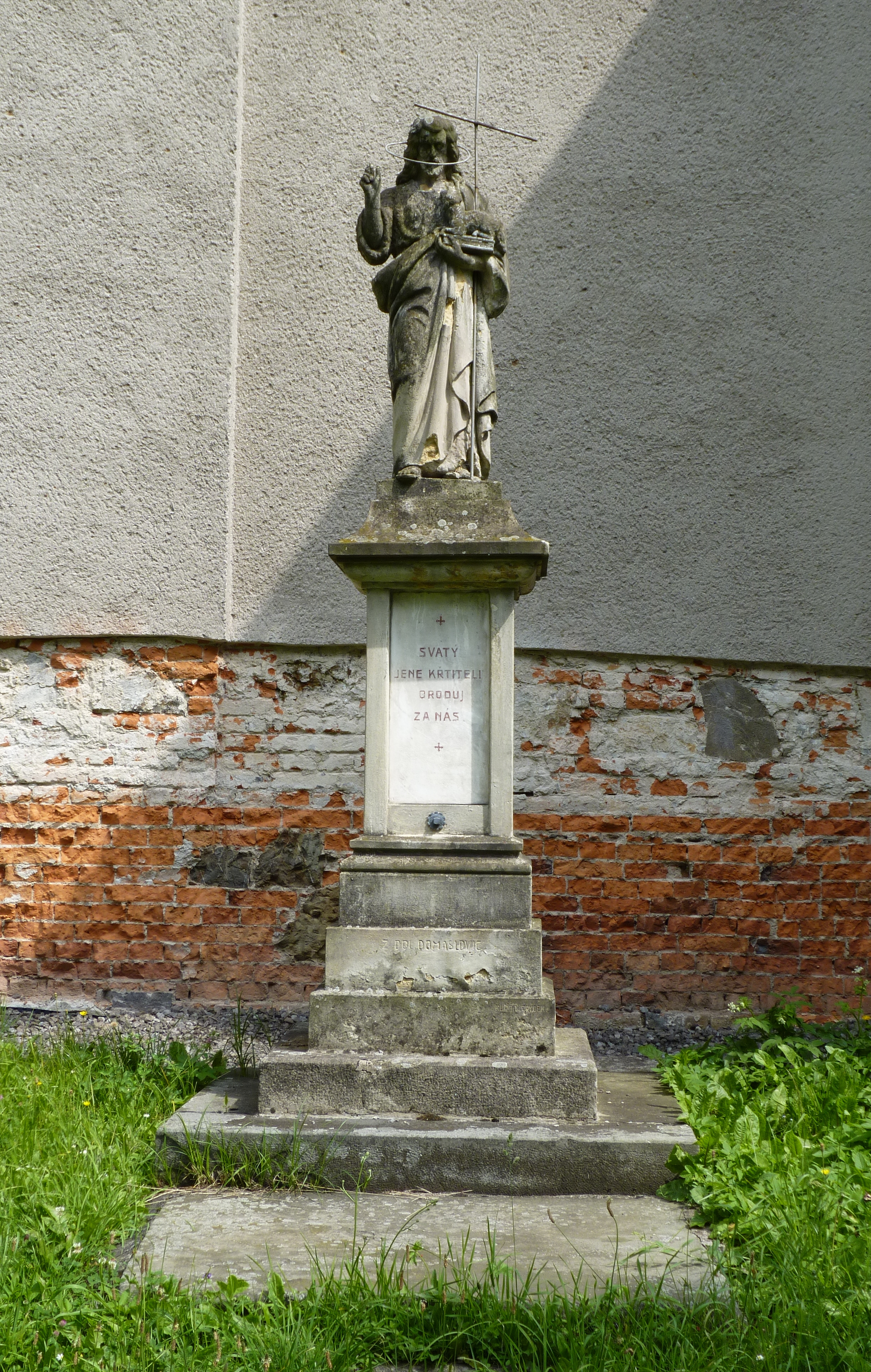
Socha svatého Jana Křtitele vedle kostela
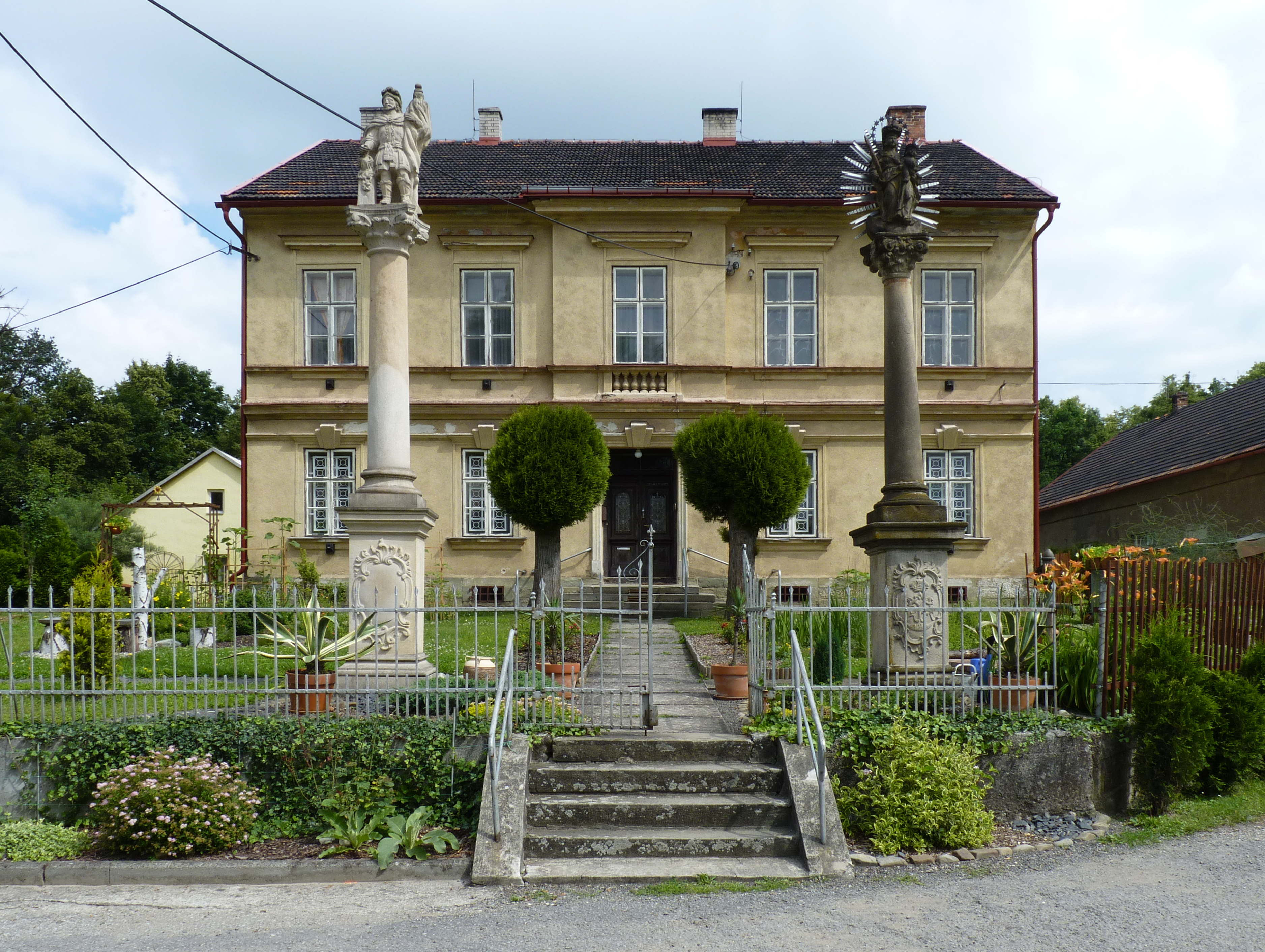
Fara